# Département d'Izabal
Izabal est un département situé dans l'est du Guatemala. 
Izabal est entouré au nord par Belize, au nord-est par le golfe du Honduras, à l'est par le Honduras, et par le département guatémaltèque de Petén au nord-ouest, le département d'Alta Verapaz à l'ouest, et le département de Zacapa au sud.
Le département d'Izabal entoure le lac Izabal (ou Lago de Izabal), la plus grande étendue d'eau du Guatemala (environ 48 km de long et 24 km de large, pour une superficie de 590 km2). Le fort de San Felipe, bâti par les colonisateurs espagnols, aujourd'hui monument national guatémaltèque, domine l'endroit où le Río Dulce est issu du lac.  
La petite ville d'Izabal est située sur la rive sud du lac ; avant la construction des ports de Livingston et Puerto Barrios au XIXe siècle, elle était le principal port du Guatemala sur la mer des Caraïbes et le chef-lieu du département ; aujourd'hui, cependant, Izabal est assez isolée.
De la région autour du lac Izabal, le département d'Izabal s'étend le long du Río Dulce jusqu'à la côte sur la mer des Caraïbes. 
Le département d'Izabal comporte les ports de Puerto Barrios, Santo Tomás de Castilla et Livingston. On y trouve également les ruines précolombiennes mayas de Quirigua.

## Municipalités
1. El Estor
2. Livingston
3. Los Amates
4. Morales
5. Puerto Barrios